# Fundació Institut Català de la Cuina
L'Institut Català de la Cuina és una fundació que agrupa professionals de la restauració, productors i distribuïdors de productes alimentaris amb l'objectiu de fer reconèixer la cuina catalana, tant en l'àmbit social com institucional, donant a la cuina catalana una dimensió internacional. Es va crear arran de les conclusions del II Congrés Català de Cuina de 1994.
La Fundació compta amb un comitè científic vinculat a la Universitat de Barcelona, la Universitat Oberta de Catalunya i la Universitat Pompeu Fabra, que treballa sota el paraigua de l'Institut d'Estudis Catalans. Entre les principals activitats de la Fundació destaquen la recerca, la divulgació, el suport als associats i tota mena d'accions que promouen l'intercanvi cultural i la defensa dels productes i la cuina catalans. També gereix el distintiu Marca Cuina Catalana, al qual estan adherits tot un seguit d'establiments que treballen per preservar i donar a conèixer la cuina catalana. Des del 2012, l'Institut treballa en el projecte «Cuina Catalana, Patrimoni Immaterial de la Humanitat» que busca obtenir aquest reconeixement per part de la UNESCO el 2013. Un projecte que va obtindre el suport del president de la Generalitat Artur Mas i Gavarró.
Una de les realitzacions majors de l'Institut va ser la redacció i la publicació del Corpus de la Cuina Catalana, un inventari dels receptes tradicionals català, «fruit de la dedicació rigorosa d'un munt de professionals i acadèmics, però també de la col·laboració desinteressada i inestimable de restauradors, institucions, cuiners, mestresses de casa... Prop d'un miler de persones». És considerat com la bíblia de la cuina catalana tradicional, realitzada després de cinc anys de recerca per totes les comarques, Li va retreure no reprendre la recepta de les patates braves, tot i que admet reprendre plats forans integrats a l'inventari patrimonial. Una segona edició eixamplada va aparèixer el 2011 amb el títol Corpus del patrimoni culinari català, una confirmació del fet que la cuina és un ingredient de la identitat nacional.
L'Institut està ubicat al Campus de l'Alimentació de Torribera (Universitat de Barcelona). Part del seu fons va ingressar per donatiu al CRAI Biblioteca de Farmàcia i Ciències de l'Alimentació l'any 2016 amb l'objectiu de fer accessible documentació de la fundació, per tal de garantir la seva conservació i divulgació entre els investigadors i la societat en general. Aquest fons està constituït per una col·lecció de més de 1100 cartes i menús de restaurants des dels anys 80 fins al 2012, la gran majoria de restaurants catalans, però també de la resta d’Espanya i d’Europa i, també, per la documentació generada en el II Congrés Català de Cuina.

## Publicacions
- Toni Massanés i AA.VV., Corpus de la Cuina Catalana, Barcelona, Institut Català de la Cuina, 2006, 515 pàgines, ISBN 978-84-664-0772-4
- AA.VV., Corpus del patrimoni culinari català, Barcelona, Magrana edicions, 2011, 513 pàgines, ISBN 978-84-8264949-8